# Flexiseps stylus
Flexiseps stylus — вид сцинкоподібних ящірок родини сцинкових (Scincidae). Ендемік Мадагаскару.

## Поширення і екологія
Flexiseps stylus відомі з типової місцевості, розташованої на північному сході острова Мадагаскару, на півострові Масоала на висоті 780 м над рівнем моря. Вони живуть у вологих рівнинних тропічних лісах.